# Peter Bonde (död 1390)
Peter Bonde, född på 1300-talet, död 1390, var en svensk häradshövding.

## Biografi
Peter Bonde var son till väpnaren Erengisle Petersson (Bonde) och Bengta. Han nämns första gången 14 september 1345 och var 18 februari 1376 häradshövding i Östra härad. Han levde 28 mars 1386 och avled troligen 1390, med säkerhet före 9 mars 1393.

### Egendom
Bonde ägde Bordsjö i Askeryds socken och Hästeryd i Frinnaryds socken.

### Familj
Bonde var gift med Ramborg Magnusdotter (Hammersta ätt) (död 1412), dotter till Magnus Ingevaldsson (Hammersta ätt) och Ingegärd Gregersdotter (två snedbjälkar). De fick tillsammans barnen riddaren Tord Bonde (död 1412) och riksrådet Filip Bonde (död efter 1442).